# Genista nissana
Genista nissana är en ärtväxtart som beskrevs av Petrovic. Genista nissana ingår i släktet ginster, och familjen ärtväxter. Inga underarter finns listade i Catalogue of Life.